# Rogataja Hill
Der Rogataja Hill (englisch; russisch Скопа Рогатая Skopa Rogataja, deutsch ‚Gehörnter Hügel‘) ist ein kegelförmiger Hügel an der Knox-Küste des ostantarktischen Wilkeslands. Er ragt 3,6 km ostnordöstlich der polnischen Dobrowolski-Station in den Bunger Hills auf.
Wissenschaftler einer Sowjetischen Antarktisexpedition kartierten und benannten ihn 1956. Das Antarctic Names Committee of Australia übertrug diese Benennung ins Englische.